# ТЕС ETHYDCO
ТЕС ETHYDCO — теплова електростанція в Єгипті, розташована у другому за величиною місті країни Александрії.
В середині 2010-х років компанія Egyptian Ethylene and Derivatives Company (ETHYDCO) розгорнула будівництво великого комплексу з виробництва етилену та поліетилену. Первісно планувалось отримувати електроенергію від розташованого поруч нафтопереробного заводу, проте у 2014-му останній демонтував свою електростанцію через нерентабельність. Враховуючи обставини, в ETHYDCO вирішили спорудити власну ТЕС, яка б включала три газові турбіни виробництва компанії Siemens типу SGT-800 загальною потужністю 150 МВт. Надлишки електроенергії станція видаватиме в загальну мережу по ЛЕП, що працює під напругою 220 кВ.
З метою якнайшвидшого запуску заводу в січні 2017-го на його площадці встановили тимчасову станцію із трьох турбін General Electric типу TM2500 загальною потужністю 60 МВт, орендовану у компанії APR Energy. А в липні того ж року відбувся урочистий запуск власної ТЕС, вартість якої становила 98 млн доларів США.
В майбутньому можливе перетворення газотурбінної станції у парогазову комбінованого циклу.